# Compagnietheater
Le Compagnietheater est un théâtre d'Amsterdam situé sur le Kloveniersburgwal dans une ancienne église évangélique luthérienne.

## Histoire
Le bâtiment est conçu par Abraham van der Hart et construit en 1793. Il est aujourd'hui classé puis transformé en théâtre en 1995.
L'orgue, installé en 1794-1796 par le facteur d'orgues Johannes Stephanus Strümphler (nl), est déménagé en 1961 à l'Église Saint-Eusèbe d'Arnhem.

## Le théâtre
Il comporte plusieurs salles : 
- Grote zaal : 28mx24m, 800 places ou 245 avec une tribune, extensible jusqu'à 400
- Kleine zaal : 9mx8,75m, 120 places ou 55 avec une tribune, extensible jusqu'à 70
- Zuilenzaal : 12,5m x 7,5m, 120 places ou 65 en configuration théâtre
- Café : 19mx7m, 80 personnes
- Foyer :  22,5m x 5m, 250 places ou 50 en configuration théâtre

Entre 2001 et 2009, le Compagnietheater héberge la troupe De Theatercompagnie (nl).